# Rhodinocichla rosea
La tanagra rosea (Rhodinocichla rosea (R.Lesson, 1832)) è un uccello passeriforme canoro, diffuso in America Latina. È l'unica specie nota del genere Rhodinocichla e della famiglia Rhodinocichlidae.